# Letališče Nikola Tesla Beograd
Letališče Nikole Tesle Beograd (srbsko Аеродром Никола Тесла Београд) je glavno in največje letališče v Srbiji, ki leži v Beogradu. Letališče je bilo odprto 28. aprila 1962. Je matično letališče letalskega prevoznika Air Serbia.

## Letalske družbe
Letalske družbe, ki opravljajo redne lete na beograjskem letališču, so (z januarjem 2008):
- Adria Airways (Ljubljana)
- Aeroflot (Moskva-Šeremetjevo)
- Aerosvit (Kijev-Borispil)
- Air France (Pariz-Charles de Gaulle)
- Alitalia (Milano-Malpensa, Rim-Leonardo da Vinci [od 28. marca 2008])
  - letalske operacije opravlja Alitalia Express (Milano-Malpensa)
- Austrian Airlines (Dunaj)
  - letalske operacije opravlja Austrian Arrows (Dunaj)
- British Airways (London-Heathrow)
- Bulgaria Air (Sofija) [od poletja 2008]
- Czech Airlines (Praga)
- Gazpromavia (Moskva-Vnukovo, Soči)
- Germanwings (Koln/Bonn, Stuttgart)
- Air Serbia (Amsterdam, Athens, Banja Luka, Beirut, Berlin–Tegel, Bruselj, Bukarešta, København, Düsseldorf, Frankfurt, Larnaka, Ljubljana, London-Heathrow, Milan–Malpensa, Moskva–Šeremetjevo, New York–JFK, Pariz–Charles de Gaulle, Podgorica, Praga, Rim–Fiumicino, Sarajevo, Skopje, Sofija, Stockholm–Arlanda, Stuttgart, Tel Aviv–Ben Gurion, Solun, Tirana, Tivat, Benetke, Dunaj, Zagreb, Zürich)
- Lufthansa (Frankfurt, München)
  - Lufthansa Regional letalske operacije opravlja Lufthansa CityLine (Düsseldorf, Munich)
- Montenegro Airlines (Podgorica, Tivat)
- Niki (Dunaj) [od 10. marca 2008]
- Norwegian Air Shuttle (Oslo)
- Olympic Air (Atene)
- Skyservice (Toronto-Pearson)
- Swiss International Air Lines (Zürich)
  - Swiss International Air Lines letalske operacije opravlja Swiss European Air Lines (Basel) [od 28. marca 2008]
- Tunisair (Monastir)
- Turkish Airlines (Istanbul-Atatürk)

### Tovor
- DHL (Bergamo, Leipzig, od 2008)
- MiniLiner (Bergamo)
- Solinair (Ljubljana)
- United International Airlines (Čarter)